# Peucetia ranganathani
Peucetia ranganathani är en spindelart som beskrevs av Biswas och Roger Roy 2005. Peucetia ranganathani ingår i släktet Peucetia och familjen lospindlar. Inga underarter finns listade i Catalogue of Life.